# Pythonidae
Pythonidae é uma família de répteis escamados da subordem Serpentes. O grupo inclui diversas espécies de cobras constritoras, incluindo a píton-reticulada, classificadas em seis géneros. A força de constrição de uma Pythonidae pode chegar aos 4.500Kg (equivalente a um autocarro em cima das suas costelas)
As cobras pitonídeas podem encontrar-se na Austrália, África, Índia e Sudeste Asiático e variam entre 0,5 e 10 metros de comprimento. Algumas vezes as pítons indianas servem de alimento para os tigres.

## Géneros
Há oito géneros e 26 espécies reconhecidas.
| Género       | Autor táxon              | Espécies | Subesp.* | Nome comum       | Habitat |
| ------------ | ------------------------ | -------- | -------- | ---------------- | --- |
| Antaresia    | Wells & Wellington, 1984 | 4        | 0        |                  | Austrália, regiões áridas e tropicais |
| Apodora      | Kluge, 1993              | 1        | 0        |                  | Maior parte da Nova Guiné, de Misool à ilha Fergusson |
| Aspidites    | Peters, 1877             | 2        | 0        | pitão-de-escudo  | Austrália exceto na parte sul |
| Bothrochilus | Fitzinger, 1843          | 1        | 0        |                  | Arquipélago Bismarck, incluindo Umboi, Nova Bretanha, Gasmata (ao largo da costa sul), Duque de Iorque e Mioko, Nova Irlanda e Tatau, ilha Nova Hanôver e ilha Nissan                                                      |
| Leiopython   | Hubrecht, 1879           | 1        | 0        |                  | Maior parte da Nova Guiné abaixo dos 1200 m, incluindo as ilhas Salawati e Biak, Normanby, Mussau, e ilhas do estreito de Torres                                                                                           |
| Liasis       | Gray, 1842               | 3        | 2        | pitão-de-água    | Indonésia nas Pequenas Ilhas da Sonda, a leste pela Nova Guiné e norte e oeste da Austrália |
| Morelia      | Gray, 1842               | 7        | 5        | pitão-arbórea    | Da Indonésia nas ilhas Molucas, a leste pela Nova Guiné, incluindo arquipélago de Bismarck e Austrália |
| PythonT      | Daudin, 1803             | 7        | 4        | pitão-verdadeira | África tropical a sul do Sahara (não no sul e sudeste de Madagáscar), Bangladesh, Paquistão, Índia, Sri Lanka, ilhas Nicobar, Mianmar, Indochina, sul da China, Hong Kong, Hainan, península malaia, Indonésia e Filipinas |

*) Não inclui subespécies nomeadas.

T) género tipo.
1. 1 2 3 4 5  «Pythonidae» (em inglês). ITIS (www.itis.gov). Consultado em 15 de setembro de 2007
2. 1 2  McDiarmid RW, Campbell JA, Touré T. 1999. Snake Species of the World: A Taxonomic and Geographic Reference, vol. 1. Herpetologists' League. 511 pp. ISBN 1-893777-00-6 (series). ISBN 1-893777-01-4 (volume).